# Albert Brea
Albert Brea Corredor, (nacido el 13 de marzo de 1974 en Gerona, Cataluña) es un exjugador de baloncesto español. Con 1.81 de estatura, su puesto natural en la cancha era el de base. 

## Trayectoria
- Cantera Salle Girona.
- Cantera Club Bàsquet Girona
- Club Bàsquet Girona (1992-1996)
- Club Baloncesto Lucentum Alicante (1996-1998)
- C.E. Santa Eugenia de Ter (1999-2000)